# Sara Gran
Pour les articles homonymes, voir Gran.
Œuvres principales
- Série Claire DeWitt

Sara Gran, née en 1971 à New York dans le quartier de Brooklyn, est une romancière américaine, auteur de roman policier. Elle a remporté le prix Macavity du meilleur roman en 2012 avec le premier titre de sa série policière consacrée aux enquêtes de Claire DeWitt, La Ville des morts (Claire DeWitt and the City of the Dead).

## Biographie
Sara Gran travaille comme libraire et bouquiniste à Manhattan avant de devenir romancière. Après la parution de Saturn's Return to New York en 2001, elle publie le thriller psychologique Viens plus près (Come Closer) en 2003, et le roman noir Dope (Dope) en 2006. En 2012, elle commence une série consacrée à l’enquêtrice Claire DeWitt avec le roman La Ville des morts (Claire DeWitt and the City of the Dead) qui est lauréat du prix Macavity du meilleur roman.
Sara Gran est également scénariste, participant à l’écriture des épisodes des saisons quatre et cinq de la série télévisée policière Southland pour la TNT.

## Œuvre

### SérieClaire DeWitt
1. La Ville des morts, Le Masque, 2015 ((en) Claire DeWitt and the City of the Dead, 2012), trad. Claire Breton  (ISBN 978-2-7024-4002-5)Réédition, Points, coll. « Policier » no 4230, 2016 (ISBN 978-2-7578-5457-0)
2. La Ville des brumes, Le Masque, 2016 ((en) Claire DeWitt and the Bohemian Highway, 2013), trad. Claire Breton  (ISBN 978-2-7024-4001-8)Réédition, Points, coll. « Policier » no 4548, 2017 (ISBN 978-2-7578-5458-7)
3. Du sang sur l'asphalte, Le Masque, 2020 ((en) The Infinite Blacktop, 2018), trad. Claire Breton  (ISBN 978-2-7024-4859-5)Réédition, Points, coll. « Policier » no 5347, 2021 (ISBN 978-2-7578-8781-3)

### Romans indépendants
- (en) Saturn's Return to New York, 2001
- Viens plus près, Sonatine, 2009 ((en) Come Closer, 2003), trad. Françoise Smith  (ISBN 978-2-35584-000-5)Réédition, Points, coll. « Roman noir » no 2558, 2011 (ISBN 978-2-7578-1822-0) ; réédition, Points, coll. « Policier » no 2558, 2017 (ISBN 978-2-7578-6807-2)
- Dope, Sonatine, 2008 ((en) Dope, 2006), trad. Françoise SmithRéédition, Points, coll. « Roman noir » no 2361, 2010 (ISBN 978-2-7578-0953-2) ; réédition, Points, coll. « Policier » no 2558, 2017 (ISBN 978-2-7578-6805-8)
- (en) The Book of the Most Precious Substance, 2022

## Filmographie

### Comme scénariste
- 2012 – 2013 : Southland, saison quatre et cinq, vingt épisodes.

## Prix et nominations

### Prix
- Prix Macavity 2012 du meilleur roman pour La Ville des morts (Claire DeWitt and the City of the Dead)[1].

### Nominations
- Prix Hammett 2011 pour La Ville des morts (Claire DeWitt and the City of the Dead)[2].
- Prix Shamus 2012 du meilleur roman pour La Ville des morts (Claire DeWitt and the City of the Dead)[3].